# Achagua (insecto)
Achagua es un género de polillas hasta recientemente monotípico y perteneciente a la familia Geometridae. El género fue descrita por primera vez por Frederick Hastings Rindge habiendo sido descrita en 1984. Hasta 2023, su única especie fue Achagua obsoleta, que se encuentra con endemismo en Colombia. El holotipo fue descrito en la finca San Pablo de Cundinamarca, 3 kilómetros (1,9 mi) de Albán, a una altitud de 1800 metros (5905,5 pies) sobre el nivel del mar.

## Taxonomía
El género Achagua fue erigido por Frederick H. Rindge en 1983 y ubicado en la tribu Nacophorini de la familia de geométridos. La investigación filogenética realizada en 2019 confirmó su ubicación en Nacophorini y situó a Achagua como taxón hermano de los géneros Gabriola y Cargolia.
Para el momento de la descripción hecha por Rindge, Achagua obsoleta era la única especie formalmente descrita del género, aunque Rindge mencionó una segunda especie no descrita del Perú, que por razones desconocidas, Rindge decidió no describir formalmente. El género recibió tres nuevas especies tras el reciente descubrimiento de especímenes previamente no descritas.

## Descripción
Achagua es un género poco conocido que habita en los bosques planifolios húmedos tropicales y subtropicales de América Central y del Sur. Los adultos se caracterizan por su gran tamaño, coloración blanco perlado y márgenes alares de color marrón a negro y antenas pectinadas. A pesar de su tamaño y apariencia llamativos, las polillas Achagua se encuentran entre los geométridos menos documentados en colecciones institucionales, y hasta la fecha, no se conoce información sobre sus orugas ni sobre su ciclo de vida.

## Especies
- Achagua obsoleta Rindge, 1983 - Colombia - especie tipo
- Achagua magna Matson, 2023 - Perú, Bolivia y Ecuador
- Achagua cooperae Matson, 2023 - Costa Rica, México
- Achagua velata Matson, 2023 - Guayana Francesa